# Snell (Familie)
Die Familie Snell ist eine hessische Gelehrtenfamilie. Die Familie lässt sich zuerst mit Conrad Snell, einem Ratskämmerer und Apotheker in Quedlinburg nachweisen.
1. Joachim Snell, von 1678 bis 1712 Universitätsapotheker in Gießen ⚭ Eva Maria, Tochter des Apothekers Johann Philipp Giesswein der Universitätsapotheke zum goldenen Engel in Gießen[2][3][4]
  1. Peter Lorenz Snell (1680–1732), Landphysicus in Babenhausen, dann Hofphysicus in Darmstadt, 1707 in Gießen zum Dr. med. promoviert[2]
    1. Eberhard Joachim Snell, Garnisonsmedicus in Gießen, 1743 in Gießen zum Dr. med. promoviert[2]

  2. Friedrich Anton Snell († um 1750), Advokat in Gießen, wurde 1711 zum Lic. iur. promoviert[2]
  3. Michael Snell (1683–1766), zunächst Pfarradjunkt in Braubach, ab 1723 Pfarrer in Egelsbach, ab 1739 in Gemmerich ⚭Johanne Marie, der Tochter des Metropolitans in Braubach Johann Heinrich Vietor[5][6]
    1. Johann Peter Snell (1720–1797), evangelischer Pfarrer und Theologe ⚭ Johanne Elisabeth Louise († 1791), Tochter des  Pfarrers in Niederwiesen Johann Wilhelm Fresenius[7]
      1. Karl Philipp Michael Snell (1753–1806), Lehrer am Pädagogium Gießen, Rektor der Domschule Riga und Pfarrer in der Wetterau ⚭ Anna Chatarina, Tochter des Postmeister Müller[8]
      2. Christian Wilhelm Snell (1755–1834), Philosoph und Politiker, Lehrer am Pädagogium in Gießen ⚭ Luise, geborene Simon (1758–1830)
        1. Johann Friedrich Snell (1784–1839), Pfarrer und Schriftsteller ⚭ Susanna Elisabetha Wilhelmine (1789–1842), Tochter des Weißgerbermeisters Johann Philipp Michel[6][9]
          1. Friedrich Snell (1813–1878), Pfarrer und nassauischer Landtagsabgeordneter
          2. Ludwig Snell (1817–1892), deutscher Psychiater und Klinikdirektor
            1. Berta Snell (1853–1879) ⚭ Karl von Delius (1840–1907), Landrat
              1. Walther von Delius (1875–1961), Oberst im Reichsluftfahrtministerium, Ritter des Ordens Pour le Mérite und des Hohenzollernschen Hausordens mit Schwertern
              2. Rudolf von Delius (1878–1946), Schriftsteller

            2. Otto Snell (1859–1939), Psychiater und Klinikdirektor ⚭ Anna (1872–1958), Tochter des Gustav Struckmann (1837–1919), Oberbürgermeister von Hildesheim[1]
              1. Bruno Snell (1896–1986), Altphilologe ⚭ 1) Herta Schraeder (1896–1970), Schriftstellerin; ⚭ 2) Liese-Lotte Cahn (1911–1997)
                1. Barbara Snell (1928–2004), Lehrerin ⚭ Horst Leptin (1927–2017), Mathematiker und Hochschullehrer[1]
                2. Cornelia Snell (* 1930), Lehrerin ⚭ Martin Sperlich (1919–2003) Kunsthistoriker, Direktor der Staatlichen Schlösser und Gärten in Berlin[1]

            3. Emma Snell (1860–1951) ⚭ Julius Bartels (1860–1940), Psychiater
            4. Richard Snell (1867–1934), Psychiater und Klinikdirektor

        2. Ludwig Snell (1785–1854), deutsch-schweizerischer Politiker, Staatsrechtler, Publizist und Pädagoge
        3. Wilhelm Snell (1789–1851), Jurist und Politiker im Schweizer Exil ⚭ Franziska Susanna (1790–1855), Tochter des Jakob Conradi, Postdirektor von Dillenburg[10]
          1. Rudolf Snell (1823–1898), Kunstmaler und Zeichenlehrer an der Kantonsschule Zürich[10]
          2. Bertha Snell (* 1824) ⚭ Niklaus Niggeler (1817–1872), Schweizer Redakteur und Politiker, Nationalratspräsident[10]
            1. Rudolf Niggeler (1845–1887), Schweizer Politiker und Nationalrat, Verfasser eines Gedichtbands

          3. Elise Snell (1826–1885), ⚭ Jakob Stämpfli (1820–1879), Schweizer Politiker, Jurist und Journalist[10]

        4. Christian Snell, Lehrer in Wiesbaden[6]

      3. Dorothea Christine Snell (* 22. Februar 1757)
      4. Friedrich Wilhelm Daniel Snell (1761–1827), Philosoph, Historiker und Mathematiker, Professor an der Universität Gießen
      5. Johann Peter Ludwig Snell (1764–1817), Pfarrer und Publizist[11][12]
        1. Karl Snell (Physiker) (1806–1886), Mathematiker und Naturphilosoph[13]
          1. Elise Snell ⚭ Ernst Abbe (1840–1905), Physiker, Optiker und Sozialreformer

      6. Catherine Susanne Louise Snell (* 30. August 1766)
      7. Ludwig Immanuel Snell (* 1769), Pfarrer[14]

    2. Friedrich Wilhelm Snell (1720–1764), Pfarrer und Theologe ⚭ Marie Christin Philippine, Tochter des Pfarrers Johann Philipp Fresenius[15]
    3. Michael Ludwig Snell, Pfarrer in Trebur[16]